# 谁知女人心
《谁知女人心》，由北京华录百纳影视有限公司和天津市文化艺术音像出版社出品。于2009年在中国横店开始拍摄的电视剧，2010年6月14日江苏城市频道首播，2011年8月29日广东、云南卫视上星，2011年12月7日珠江频道(粵語)。

## 剧情
本剧背景设定为民国初年。因薛老夫人為了利益把赵安华入赘薛家，其恋人刘琦真為向赵安华報復嫁給流氓富振嘉...

## 演员阵容
| 演員   | 角色     | 身份               | 简介                                                 | 備註 |
| ------ | -------- | ------------------ | ---------------------------------------------------- | ---- |
| 马雅舒 | 刘琦真   | 薛家二太太         | 本是赵安华的恋人，阴差阳错之下成为他的妾室。         |      |
| 刘恺威 | 赵安华   | 薛家姑爷           | 入赘薛家。                                           |      |
| 刘雪华 | 薛老夫人 | 薛家当家人         | 为人精明、强势。                                     |      |
| 刘璐珈 | 薛秀妍   | 薛家小姐           | 母亲逝世后，管理整个家族。因为不能生育，为丈夫纳妾。 |      |
| 廖 伟  | 薛传宗   | 薛家少爷           | 性格软弱，吸食大烟，深爱梦瑶。                       |      |
| 钱泳辰 | 杜云山   | 杜家粮行少爷       | 虽然琦真逃婚，却依然关心她。                         |      |
| 谢祖武 | 富振嘉   | 无业游民           | 八旗后裔，整日游手好闲。琦真的前夫。                 |      |
| 吴 婷  | 孙梦瑶   | 薛家少奶奶         | 被迫嫁入薛家，一心报复。                             |      |
| 张 乐  | 颜淑娴   | 杜家少奶奶         | 杜云山的妻子。                                       |      |
| 吴 磊  | 富喜儿   | 富振嘉与刘琦真之子 |                                                      |      |

## 制作人员
- 总制片人：刘德宏
- 出品人：陈润生　董永翔
- 编　剧：徐慧琴　李慧娟